# Carlos Victoria
Carlos Victoria (Camagüey, 1950- Miami, 2007) fue un escritor cubano.
En 1965 ganó el premio de cuentos auspiciado por la fundación de la revista El Caimán Barbudo. En 1971 fue expulsado de la Universidad de La Habana, donde estudiaba Lengua y Literatura Inglesas, por “diversionismo ideológico”. En 1978 fue arrestado por la Seguridad del Estado cubana y todos sus manuscritos fueron confiscados.
En 1980 abandonó la isla durante el llamado Éxodo del Mariel, y desde entonces sus narraciones aparecieron en revistas y antologías de Estados Unidos, Europa y América Latina.
Publicó los libros de relatos Las sombras en la playa (1992), El resbaloso y otros cuentos (1997), El salón del ciego (2004) y las novelas Puente en la oscuridad (Premio Letras de Oro, 1993), La travesía secreta (1994) y La ruta del mago (1997). La travesía secreta fue seleccionada como la mejor novela del mes de noviembre de 2001 en Francia, por el jurado del Premio al Mejor Libro Extranjero.
En 2004, la Asociación Cultural Con Cuba en la Distancia le dedicó un homenaje en Cádiz, España, por la calidad de su obra y por su contribución al desarrollo de la literatura cubana. Durante dicho homenaje la editorial Aduana Vieja presentó Cuentos (1992-2004), antología revisada por el propio autor y que reunía sus relatos hasta esa fecha.
Victoria trabajó como redactor en el periódico El Nuevo Herald, en Miami y fue galardonado con la prestigiosa Beca Cintas.

## Obras
- Cuentos (1992-2004) (Aduana Vieja, 2004)
- El salón del ciego (Universal, 2004)
- La ruta del mago (Universal, 1997)
- El resbaloso y otros cuentos (Universal, 1997)
- La travesía secreta (Universal, 1994)
- Puente en la oscuridad (Premio Letras de Oro, 1993)
- Las sombras en la playa (Universal, 1992)

## Ediciones posteriores a su muerte
- Cuentos completos Archivado el 9 de abril de 2012 en Wayback Machine. (Aduana Vieja), 2010)

## Traducciones
- El resbaloso se publicó en Francia con el título de Le glissant (Autrement, 1998)
- La ruta del mago apareció como Abel le magicien (Actes Sud, 1999)
- La travesía secreta fue publicada por Phébus en el 2001.